# Ligne Nanao
La ligne Nanao (七尾線, Nanao-sen) est une ligne ferroviaire appartenant à la compagnie JR West située sur la péninsule de Noto, dans la préfecture d'Ishikawa au Japon. Elle relie la gare de Tsubata à Tsubata à la gare d'Anamizu à Anamizu. La ligne est exploitée par la JR West de Tsubata à Wakuraonsen, et par la NotoTetudou Corporation de Nanao à Anamizu.

## Histoire
La ligne est ouverte en 1898 par le Chemin de fer de Nanao (七尾鉄道) entre Tsubata (aujourd'hui Hon-Tsubata) et Yatashin. En 1900, la ligne est prolongée jusqu'à l'actuelle gare de Tsubata. La ligne est nationalisée en 1907.
En 1925, la ligne arrive à Wakura (aujourd'hui Wakuraonsen), puis à Wajima en 1935.
En 1991, l'exploitation de la ligne entre Nanao et Wajima est transférée à la NotoTetudou Corporation. La section entre Anamizu et Wajima ferme en 2001.

## Caractéristiques

### Ligne
- longueur : 87,5 km
  - JR West (Tsubata - Wakuraonsen) : 59,5 km
  - NotoTetudou Corporation (Nanao - Anamizu) : 33,1 km
- écartement des voies : 1 067 mm
- nombre de voies : voie unique
- électrification : courant alternatif 20 000 V - 60 Hz entre Tsubata et Wakuraonsen
- vitesse maximale : 100 km/h

### Services et interconnexions
De Wakuraonsen à Tsubata, la ligne est parcourue par les trains de la JR West qui continuent presque tous sur la ligne IR Ishikawa Railway jusqu'à Kanazawa. Les services Noto Kagaribi relient Wakuraonsen à Kanazawa et les services Thunderbird relient Wakuraonsen à Osaka.
Les trains de la compagnie NotoTetudou Corporation roulent de Nanao à Anamizu, uniquement en service omnibus.

### Liste des gares
La ligne comporte 27 gares. 
| Gare          | Nom japonais | Distance (km) | Correspondances                                            | Localisation   |
| ------------- | ------------ | ------------- | ---------------------------------------------------------- | -------------- |
| Tsubata       | 津幡         | 0             | IR Ishikawa Railway : IR Ishikawa Railway (interconnexion) | Tsubata        |
| Naka-Tsubata  | 中津幡       | 1,8           |                                                            | Tsubata        |
| Hon-Tsubata   | 本津幡       | 2,9           |                                                            | Tsubata        |
| Nose          | 能瀬         | 5,1           |                                                            | Tsubata        |
| Unoke         | 宇野気       | 8,8           |                                                            | Kahoku         |
| Yokoyama      | 横山         | 11,8          |                                                            | Kahoku         |
| Takamatsu     | 高松         | 14,4          |                                                            | Kahoku         |
| Menden        | 免田         | 17,8          |                                                            | Hōdatsushimizu |
| Hōdatsu       | 宝達         | 20,9          |                                                            | Hōdatsushimizu |
| Shikinami     | 敷浪         | 24,2          |                                                            | Hōdatsushimizu |
| Minami-Hakui  | 南羽咋       | 26,7          |                                                            | Hakui          |
| Hakui         | 羽咋         | 29,7          |                                                            | Hakui          |
| Chiji         | 千路         | 33,8          |                                                            | Hakui          |
| Kanemaru      | 金丸         | 37,5          |                                                            | Nakanoto       |
| Notobe        | 能登部       | 41,1          |                                                            | Nakanoto       |
| Yoshikawa     | 良川         | 43,9          |                                                            | Nakanoto       |
| Noto-Ninomiya | 能登二宮     | 46,1          |                                                            | Nakanoto       |
| Tokuda (ja)   | 徳田         | 48,9          |                                                            | Nanao          |
| Nanao         | 七尾         | 54,4          |                                                            | Nanao          |
| Wakuraonsen   | 和倉温泉     | 59,5          |                                                            | Nanao          |
| Tatsuruhama   | 田鶴浜       | 63,0          |                                                            | Nanao          |
| Kasashiho     | 笠師保       | 67,1          |                                                            | Nanao          |
| Noto-Nakajima | 能登中島     | 70,7          |                                                            | Nanao          |
| Nishigishi    | 西岸         | 76,9          |                                                            | Nanao          |
| Noto-Kashima  | 能登鹿島     | 81,2          |                                                            | Anamizu        |
| Anamizu       | 穴水         | 87,5          |                                                            | Anamizu        |